# Коктел журка
Коктел журка је журка на којој се служе коктели. Понекад се назива и коктел пријем. Коктел журка организована у сврху друштвеног или пословног умрежавања назива се миксер.
Коктел сат понекад користе менаџери хотела и ресторана као средство за привлачење посетилаца барова између 16 и 18 часова.
Неким догађајима, као што су свадбени пријеми, претходи коктел сат. Током коктел сата гости се друже уз пиће и предјела. Организатори ових догађаја користе коктел сат да окупирају госте између повезаних догађаја и да смање број гостију који касне.
Иако је речено да је проналазач коктел журке Алек Во из Лондона, чланак у Свети Паул Пионир Пресу у мају 1917. приписује његов проналазак госпођи Јулиус С. Волш Јуниор из Сент Луиса, Мисури . Госпођа Волш је позвала 50 гостију у своју кућу у недељу у подне на једносатну забаву. „ Журка је одмах постала хит “, објавиле су новине, наводећи да су за неколико недеља коктел забаве постале „институција Сент Луиса“. 
Алек Во је приметио да је прву коктел журку у Енглеској 1924. године приредио ратни уметник Кристофер Невинсон .
Немачки посматрач енглеског живота саветовао је своје суграђане да уведу „три основна правила“ коктела:
1. Не би требало да траје дуго, сат и по максимално, таман колико особа може стајати, чак и ако има столица.
2. Гости треба да улазе и излазе слободно, избегавајући дуге поздраве при доласку и одласку.
3. Разговор не сме садржати личне, политичке или верске теме како би се одржао складан и весео амбијент.

## Кодекс облачења
Жене које присуствују коктел журки обично носе коктел хаљину.

## Галерија
- Коктел хаљина Еле Фицџералд.